# Système politique
Ne doit pas être confondu avec Régime politique.
Le système politique est l'objet d'étude de l'approche systémique de la politique. Le système politique est composé d'agents, d'institutions, d'organisations, de comportements, de croyances, de normes, d'attitudes, d'idéaux, de valeurs et de leurs interactions respectives, il comprend donc entre autres le régime politique, la structure économique ou l'organisation sociale.
Le système politique forme l'élément de comparaison majeur en politique comparée.

## Histoire du terme

### Définition de David Easton
Le concept est proposé par le  politologue canadien David Easton dans les années 1950.
David Easton a voulu faire de la politique une science en élaborant des modèles abstraits décrivant les régularités des modèles et des processus de la vie politique en général par le biais de la théorie des systèmes, créant ainsi une approche de l'étude de la politique en tant qu'entité biopolitique. Le résultat de son travail devient la première définition du concept effectivement indépendante de l'analyse juridique et constitutionnelle dominante avant les années 1950 conformément à la théorie organiciste :

« Un système politique est un ensemble d'interactions politiques. Ce qui distingue les interactions politiques de toutes les autres interactions sociales, c'est qu'elles sont orientées vers l'attribution autoritaire de valeurs dans une société. »

— David Easton, Le système politique, 1969
Ainsi, en prenant un pays comme échantillon d'étude, celui-ci est vu comme un système complexe au sein duquel les éléments qui le composent (des groupes ou des individus) interagissent selon certains schémas de comportement. Ainsi, pour Easton, ce qui définit un système politique est sa fonction de distribution des valeurs que la société considère comme utiles, telles que l'argent, l'éducation, le pouvoir, etc. 

#### Détails
Ces interactions fonctionnent grâce à des flux entre les entrées et les sorties par le biais de changements et de rétroactions dynamiques. 
Les entrées sont les demandes et les soutiens que le système reçoit des intérêts de la société. Ces entrées sont transférées de l'environnement social au système politique responsable de l'agrégation et de l'articulation de ces demandes, fonctions qui sont remplies par une boîte noire, formée par ceux qui occupent certains rôles, qu'il s'agisse d'individus ou de groupes, qui sont capables d'orienter le contenu du processus politique ; qui agissent comme le filtre du système, à travers des mécanismes de réduction et de sélection des demandes. 
Les sorties du modèles sont la réponse du système à ces demandes, les décisions et les actions prises à l'issue du processus décisionnel, qui, lorsqu'elles interagissent avec l'environnement, génèrent de nouvelles demandes et un nouveau soutien, ce qui fait que le processus recommence. 

## Typologies
Comme il existe différentes définitions du concept, il existe également différentes typologies de systèmes politiques. Ils sont construits à des fins schématiques ou comparatives et présentent les mêmes obstacles que ceux présentés par la ligne de définition à laquelle ils appartiennent. La plus grande difficulté consiste à savoir comment élaborer un modèle synergique entre la généralité théorique exacte et la réalité empirique effective.   

### Schéma de Samuel Huntington
Le schéma élaboré par le politologue américain Samuel Huntington repose sur le croisement de deux variables que l'auteur identifie comme clés pour expliquer le développement politique : le niveau d'"institutionnalisation du pouvoir" et de "participation au processus de décision". 
En fonction de leur niveau d'institutionnalisation, les systèmes politiques sont configurés de telle sorte que le pouvoir politique est exercé " par le biais de lois " ou " par le biais de personnes ". D'autre part, la participation peut être faible, étant limitée à un petit groupe de personnes qui concentrent le pouvoir (élite bureaucratique, aristocrate, riche, rationnel, démagogue, etc.) ; elle peut être moyenne, lorsque des groupes de la classes moyennes entrent en politique ; ou elle peut être haute, lorsque ces deux types de groupes sociaux sont rejoints par les secteurs populaires.
La relation entre les deux variables n'est pas seulement destinée à créer des schémas de classification, mais obéit aussi à une hypothèse qui vise à expliquer la stabilité du modèle. Cette hypothèse suppose qu'il existe une relation directement proportionnelle entre la participation politique et l'institutionnalisation. De cette hypothèse, Huntington tire une distinction entre deux types fondamentaux de systèmes politiques : les systèmes civiques et les systèmes prétoriens.
Les "systèmes politiques civiques" sont des systèmes politiques qui bénéficient d'un niveau d'institutionnalisation adéquatement proportionnel au niveau de participation. Les systèmes politiques prétoriens sont ceux dont le niveau de développement institutionnel est faible et le niveau de participation élevé, de sorte que le prétorianisme est le résultat d'un niveau de participation supérieur à celui que les institutions peuvent supporter. À partir de ce modèle à deux variables, Huntington identifie pas moins de six types de systèmes politiques qui façonnent les principales caractéristiques des divers régimes politiques :
|                                                            |                 | Participation politique | Participation politique | Participation politique  |
| ---------------------------------------------------------- | --------------- | ----------------------- | ----------------------- | ------------------------ |
|                                                            |                 | Faible (traditionnel)   | Moyen (transitionnel)   | Haute (moderne)          |
| Relation entre l'institutionnalisation et la participation | Haut (civique)  | Système organique       | Système progressif      | Système de participation |
| Relation entre l'institutionnalisation et la participation | Bas (Prétorien) | Système oligarchique    | Système radical         | Système de masse         |

Ce schéma montre comment l'étude de la politique à partir de la perspective comportementale du système politique donne à la science politique une autonomie. Elle offre ainsi une perspective pour l'étude des problèmes de stabilité, d'ordre et de changement dans les États et les sociétés en développement qui est pratiquement impossible à réaliser dans la perspective plus traditionnelle de l'étude des formes de gouvernement. Ainsi, un important changement de perspective sur la relation entre la modernisation et la stabilité politique a été opéré en montrant qu'une plus grande participation politique ne conduit pas nécessairement à un système politique développé et durable.
De plus, dans le même ouvrage, il réalise un autre schéma en considérant deux autres variables : la portée des institutions et la force des institutions. Il considère ainsi l'influence de caractéristiques telles que le niveau et la distribution de la richesse, le niveau et la distribution des environnements rural et urbain, et le niveau de corruption, entre autres facteurs, déterminant quatre autres types de systèmes politiques :
|                                  |       | Portée des institutions de l'État. | Portée des institutions de l'État. |
| -------------------------------- | ----- | ---------------------------------- | ---------------------------------- |
|                                  |       | Haute                              | Basse                              |
| Force des institutions de l'État | Haut  | Systèmes politiques stables        | Systèmes politiques faibles        |
| Force des institutions de l'État | Basse | Systèmes politiques forts          | Systèmes politiques instables      |

La typologie de Huntington souligne l'importance d'analyser les aspects du comportement politique avec les aspects institutionnels, mais ses concepts sont parfois trop éloignés des réalités institutionnelles des pays qu'il étudie.

### Schéma de David Ernest Apter
Le politologue américain David Ernest Apter conceptualise les systèmes politiques selon deux variables : quelles valeurs dictent les normes d'une société influençant le processus de décision et comment ce pouvoir ou autorité légitimé est exercé. Dans son modèle, les valeurs peuvent être représentées comme des idéologies ou des préceptes éthiques ou comme des buts sociaux concrets, c'est-à-dire de manière  instrumentale ou  consommatoire. L'autorité peut être exercée de manière " hiérarchique " ou " pyramidale ". Ainsi, à partir de l'intersection des deux variables d'Apter, quatre types de systèmes sont dérivés :
|              |                        | Autorité                 | Autorité                   |
| ------------ | ---------------------- | ------------------------ | -------------------------- |
| Hiérarchique | Pyramidal              |                          |                            |
| Règles       | Valeurs consommatoires | Systèmes de mobilisation | Systèmes théocratiques     |
| Règles       | Valeurs instrumentales | Systèmes bureaucratiques | Systèmes de réconciliation |

Les systèmes de mobilisation ont une idéologie politique universaliste qui permet de s'accorder sur les questions d'intérêt comme sur les questions de valeur. La forme de gouvernement correspondant à ce système politique sont les totalitarismes qui comprennent un leader charismatique ou prophétique qui se mobilise avec une idéologie prosélyte. Le système favorise l'utilisation de techniques telles que la diabolisation, la désinformation ou le messianisme. Le leader doit faire face au problème que Weber a identifié comme la ritualisation du leadership qui conduit, à son tour, au déclin des croyances et à la poursuite de l'intérêt personnel au détriment de l'intérêt communautaire.
Les systèmes de conciliation sont les systèmes politiques dans lesquels le processus de décision est basé sur la recherche d'une solution conciliante pour tous, les mécanismes de négociation dont dépend le système revêtant une importance particulière pour la légitimation du pouvoir. On tente ainsi d'influencer la décision en utilisant diverses techniques pour faire en sorte que les autres interlocuteurs soient satisfaits de leur décision. Elle prend forme dans des modèles de prise de décision tels que la poubelle de March et Simon ou le pouvoir horizontal de Pfeffer.
Les systèmes bureaucratiques sont les systèmes politiques dans lesquels le processus de prise de décision s'effectue sur la base que la légitimité apparaît en vertu de règles déjà établies et institutionnalisées par la tradition comme un processus rationnel. Ils ont tendance à favoriser les demandes de représentation fondées sur des intérêts et à les réglementer selon des modèles institutionnalisés et reconnus. La forme de gouvernement adaptée par définition à ce système est la bureaucratie.
Les systèmes théocratiques sont les systèmes politiques dans lesquels le processus décisionnel se déroule sur la base de règles établies et institutionnalisées selon des croyances religieuses ou simplement idéologiques. La forme de gouvernement la plus adaptée par définition à ce système est la théocratie.
Cette typologie est parfois particulièrement vague, mais elle montre l'intérêt de prendre en compte les aspects du fonctionnement du système ainsi que les institutions ; et elle peut servir de base à l'étude de phénomènes politiques tels que le populisme.

## Exemple de systèmes politiques

### Système féodal
La féodalité est un système politique dont l'autorité centrale a été affaiblie ; le pouvoir souverain est attribué à des principautés, des fiefs ou des fédérations gouvernés par des seigneurs et destinés à stabiliser la région et/ou le peuple.
Cette organisation de la société se développa en Europe entre le Ve et le VIIIe siècle, après le démembrement de l'Empire romain d'Occident. Basée sur le droit romain et le système dit de « l'hospitalité », la féodalité est propre à l'Occident européen.
Elle fut également mise en œuvre au Japon de 1192 à 1868, lorsque le Shogun déléguait son pouvoir sur les provinces à des chefs de clans : les daimyos.